# San Pedro (Santiago del Estero)
Pour les articles homonymes, voir San Pedro.
San Pedro ou San Pedro de Guasayán est une ville de la province de Santiago del Estero, en Argentine, et le chef-lieu du département de Guasayán. Elle est située à 89 km de la ville de Santiago del Estero. Sa population s'élevait à 2 404 habitants en 2001.
Elle a la particularité de faire partie d'une agglomération partagée entre deux provinces avec celle de Catamarca ; 70 % de cette agglomération sont dans la ville de San Pedro de Guasayán.
Le nom de Guasayán signifie, en langue indigène, la « terre des hommes ».